# Oporinia latifasciata
Oporinia latifasciata là một loài bướm đêm trong họ Geometridae.